# Damásio I de Brioude
Damásio I de Brioude, (Brioude, Auvergne, França, 900 - 962) foi visconde de Brioude.

## Relações familiares
Foi filho de Etienne de Brioude visconde de Brioude.
Casou com Angilberga (930 -?) de quem teve:
1. Damásio II de Brioude, visconde de Brioude (955 -?) casado com Aldegarda.